# Debra Mooney
Debra Mooney, nome d'arte di Debra Vick (Aberdeen, 28 agosto 1947), è un'attrice statunitense, nota principalmente per il ruolo di Edna Harper nella serie televisiva Everwood.

## Biografia
Debra Mooney (all'anagrafe Debra Vick) è nata a Aberdeen, nella Dakota del Sud, da Isabel Smith e Henry M. Vick. Poco dopo la sua nascita la sua famiglia si è trasferita a Ellendale, nella Dakota del Nord, dove inizia ad interessarsi alla recitazione. Conseguita la laurea presso l'Università del Minnesota, Debra decide di intraprendere la carriera di attrice. 
Dopo il suo debutto nel 1976, recita in svariati film e serie televisive; tra cui Capitolo secondo, Tootsie, Kate e Allie, L'attimo fuggente, Pappa e ciccia, Il cane di papà, Avvocati a Los Angeles, I racconti della cripta, Willy, il principe di Bel-Air, Dream On, Grace Under Fire, Murphy Brown, Ma che ti passa per la testa?, Hawaii missione speciale, Cinque in famiglia, Un medico tra gli orsi, Una bionda per papà, Sisters, Il tocco di un angelo, Ellen, E vissero infelici per sempre, Anastasia, The Naked Truth, Caroline in the City, E.R. - Medici in prima linea, Will & Grace, The Practice - Professione avvocati, Giudice Amy, Da un giorno all'altro, Tutti amano Raymond, Everwood, Joan of Arcadia, The Closer, Psych, Private Practice, Boston Legal, Pushing Daisies, Cold Case - Delitti irrisolti, Eleventh Hour, Grey's Anatomy, Fratello scout, Hawthorne - Angeli in corsia e Bones.

### Vita privata
Debra è sposata col produttore cinematografico Porter Van Zandt. La coppia ha una figlia, consulente artistica cinematografica, Kirstin Mooney,anche lei ha adottato artisticamente il cognome d'arte della madre.

## Filmografia parziale

### Cinema
- Capitolo secondo (Chapter Two), regia di Robert Moore (1979)
- Tootsie, regia di Sydney Pollack (1982)
- L'attimo fuggente (Dead Poets Society), regia di Peter Weir (1989)
- Unico testimone (Domestic Disturbance), regia di Harold Becker (2001)

### Televisione
- Seinfeld – serie TV, episodio 5x05 (1993)
- Kirk – serie TV, 31 episodi (1995-1996)
- E.R. - Medici in prima linea (ER) – serie TV, 3 episodi (1999-2009)
- Will & Grace – serie TV, episodio 2x18 (2000)
- Everwood – serie TV, 89 episodi (2002-2006)
- Boston Legal – serie TV, 4 episodi (2007-2008)
- Psych – serie TV, episodio 1x14 (2007)
- Private Practice – serie TV, episodio 1x04 (2007)
- Cold Case - Delitti irrisolti (Cold Case) – serie TV, episodio 6x09 (2008)
- Grey's Anatomy – serie TV, 12 episodi (2009-2021)
- Fratello scout (Den Brother), regia di Mark L. Taylor – film TV (2010)
- Scandal – serie TV, 11 episodi (2012-2017)
- Sesso, bugie e selfie (Jodi Arias: Dirty Little Secret), regia di Jace Alexander – film TV (2013)
- Arrested Development - Ti presento i miei (Arrested Development) – serie TV, 5 episodi (2013-2018)
- The Originals – serie TV, 8 episodi (2015-2017)
- This Is Us – serie TV, episodio 1x18 (2017)
- All Rise – serie TV, episodio 1x14 (2020)
- Batwoman – serie TV, episodio 1x15 (2020)
- Grace and Frankie – serie TV, episodio 7x02 (2021)
- Inventing Anna – serie TV, 3 episodi (2022)

## Doppiatrici italiane
Nelle versioni in italiano delle opere in cui ha recitato, Debra Mooney è stata doppiata da:
- Paola Giannetti in Kirk, Psych
- Graziella Polesinanti in Grey's Anatomy (ep. 5x23, 11x17, 12x24), Doctor Odyssey
- Angiolina Quinterno in Unico testimone
- Sonia Scotti in Everwood
- Serena Verdirosi in The Closer
- Cristina Dian in Grey's Anatomy (ep. 12x08)
- Cristina Piras in Grey's Anatomy (st. 14-18)
- Rosalba Bongiovanni in Scandal
- Rita Savagnone in The Originals
- Ludovica Modugno in All Rise
- Melina Martello in Grace and Frankie
- Stefania Romagnoli in Inventing Anna